# Joseph Marie de Pernety
Pour les articles homonymes, voir Pernety.
Joseph Marie de Pernety, né le 19 mai 1766 à Lyon et mort le 29 avril 1856 à Paris, est un général français de la Révolution et de l’Empire.

## Biographie

### Jeunesse
Il est le fils de Maurice-Jacques Pernety, receveur général des traites de Lyon, et de Françoise Gardelle. Il fit ses études au collège militaire de Tournon.

### Début de carrière sous l'Ancien Régime
Il entre comme aspirant d'artillerie à l'école militaire de Metz le 1er juin 1781, et le 1er juin 1782, il est élève à la même école. Nommé le 1er septembre 1783 lieutenant à la suite du régiment d'artillerie de La Fère, il passe titulaire dans le régiment de Grenoble et lieutenant en premier au même corps le 17 juin 1788.

### Sous la Révolution française
Capitaine en second au 4e régiment d'artillerie à pied le 1er avril 1791, il fait la campagne de 1792 à l'armée d'Italie et est promu le 1er février de cette année au commandement d'une compagnie dans son régiment. Pernety se distingue par sa bravoure et ses talents à la défense du Belvédère et à la prise de Saorgio le 18 floréal an II. En 1796, il est nommé directeur du parc du siège de Mantoue puis commissaire dans le but de recevoir l'artillerie de cette place. Il prend également part aux affaires de Bassano, d'Arcole et de Rivoli. Lors de cette dernière bataille, il a un cheval tué sous lui et est promu chef de bataillon sur le champ de bataille. Confirmé dans ce grade en surnuméraire, il passe en l'an VII au 8e régiment d'artillerie à pied. Il fait partie de la division de Brest qui part le 30 fructidor pour l'expédition d'Irlande où il sert en tant que commandant de l'artillerie sous les ordres du général Hardy. Il est fait prisonnier par les Anglais à la suite du combat soutenu en vain par le vaisseau le Hoche.
Rentré en France trois mois après, Pernety commande l'artillerie de la division Watrin et fait passer les premières pièces de canon « au mont Saint-Bernard » les 28 floréal et 30 floréal an VIII. Il relève notamment, avec le lieutenant Marion et quatre canonniers, un caisson obstruant la descente à proximité du fort de Bard. Pernety assiste ensuite aux batailles de Casteggio et de Marengo. À la suite de cet affrontement, il se fait remettre par les Autrichiens, en qualité de commissaire, l'artillerie d'Alexandrie. Fait colonel du 1er régiment d'artillerie à pied en vendémiaire an XI, il commande l'artillerie qui entre en Helvétie sous les ordres du général Ney et y sert sans interruption jusqu'à la fin de l'an XII.

### Général de l'Empire
Nommé membre de la Légion d'honneur le 19 frimaire de cette année puis officier de l'ordre le 25 prairial, Pernety est élevé au grade de général de brigade le 12 pluviôse an XIII (1er février 1805) et fait à la Grande Armée les campagnes de 1805 à 1807. Il se trouve aux batailles d'Ulm, d'Austerlitz et d'Iéna, et dirige les travaux du siège de Breslau avec beaucoup de talent et d'activité. Lorsque le général Vandamme convertit le siège de la ville de Neiss en blocus en avril 1807, en raison du transfert de l'artillerie disponible en Silésie vers Dantzig, Pernety parvient à rassembler et à former à Schweidnitz un petit parc de 20 pièces avec lequel les travaux de siège peuvent reprendre leur cours.
Commandeur de la Légion d'honneur le 3 mai et général de division le 11 juillet suivant, il reçoit du roi de Bavière la croix de commandeur de l'ordre militaire de Maximilien-Joseph de Bavière. En 1809 Pernety commande l'artillerie du 4e corps à l'armée d'Allemagne sous les ordres du maréchal Masséna, et fait jeter sur le Danube les ponts de bateaux nécessaires pour s'emparer de l'île de Lobau. Après la bataille d'Essling il prend la direction de l'artillerie dans l'île, qu'il fait entourer de fortes batteries tout en faisant également disposer des pouls de sortie. Au cours de la bataille de Wagram, le maréchal Masséna complimente publiquement le général Pernety, qui est créé baron de l'Empire et grand officier de la Légion d'honneur le 21 juillet de la même année.

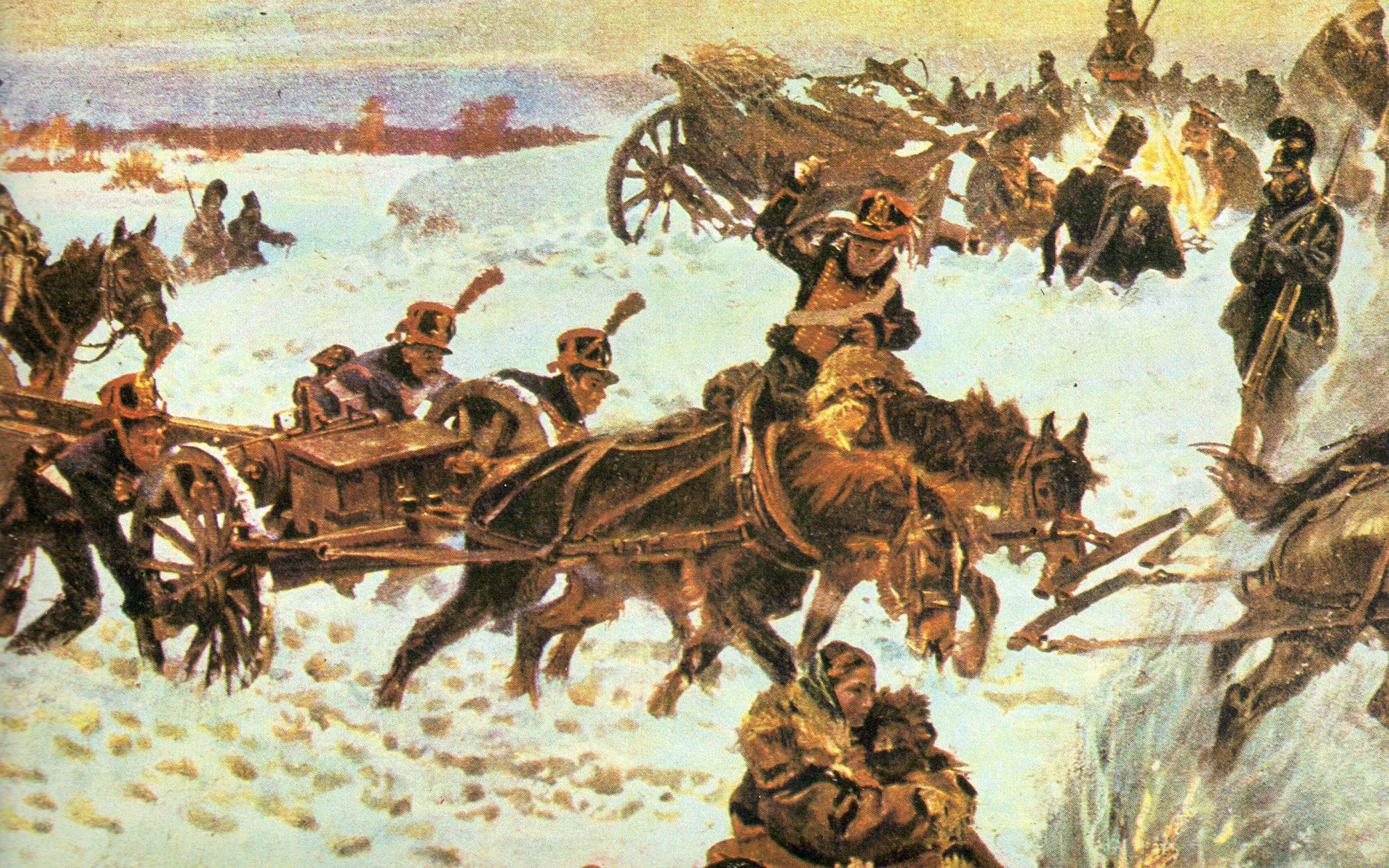
L'artillerie française lors de la retraite de Russie en 1812, par Wojciech Kossak.

En 1810, après la paix, il remplit la mission de tracer les limites entre l'Autriche et la Bavière, et reçoit à cette occasion la grand-croix de Maximilien-Joseph de Bavière. Commandant de l’artillerie à Hambourg, il y est remplacé le 14 mars 1811 par Baltus de Pouilly. Il passe ensuite à la Grande Armée pour participer à la campagne de Russie en 1812. Le 5 septembre 1812, il prend la tête de la division Compans avec 30 pièces d'artillerie et longe un bois en tournant la position de l'ennemi. Il a l'honneur de commencer la bataille de la Moskova et de contribuer à la prise des redoutes russes par un feu habilement dirigé. Le 25 du même mois, ce général prend le commandement de l'artillerie des réserves de cavalerie et la ramène presque entière jusqu'au-delà de la Bérézina. De nombreux hommes et chevaux tombent cependant victimes du froid. Le 11 mars 1813, Pernety obtient le commandement en second de l'artillerie de la Grande Armée. Il rend à ce titre d'importants services aux batailles de Lützen et de Bautzen, si bien qu'il reçoit le 3 mai la grand-croix de l'ordre de la Réunion. Les batailles de Dresde, de Leipzig et de Hanau lui permettent de se distinguer à nouveau.

### Au service du roi
Louis XVIII le nomme chevalier de Saint-Louis le 27 juin 1814 et inspecteur général d'artillerie à Grenoble et à Valence. Pendant la Seconde Restauration, Pernety est directeur de l'artillerie au ministère de la Guerre d'octobre 1815 à août 1816, conseiller d'État attaché au comité de la Guerre, créé vicomte le 12 février 1817 et nommé président du comité d'artillerie, ainsi que membre du comité de la Guerre le 9 avril. L'année suivante, le roi le fait inspecteur général d'artillerie et président du Comité central d'artillerie en sa qualité de lieutenant-général le plus ancien. Le 1er mai 1821, il reçoit la grand-croix de la Légion d'honneur.
Mis en disponibilité en 1824 et admis à la retraite comme lieutenant-général le 11 juin 1832, il est nommé pair de France le 11 septembre 1835. Il siège assez peu à la Chambre haute et vit dans la retraite lorsqu'il est nommé sénateur sous le Second Empire le 19 juin 1854. Son nom est inscrit sur l'arc de triomphe de l'Étoile à Paris, côté Sud.

## Œuvres
Il est l'auteur d'un manuscrit en rapport avec les jeux de cartes, Vade-Mecum des joueurs de whist, publié en 1839.

## Armoiries
| Figure | Blasonnement |
|        | Armes du baron Pernety et de l'Empire (21 novembre 1810) Écartelé : au 1, d'azur, à une tortue d'or ; au 2 du quartier des barons militaires de l'Empire ; au 3 de gueules, à un canon d'or, mouvant du flanc dextre et senestré en pointe d'une pile de boulets d'argent ; au 4, d'azur, à une tour d'argent, ouverte et maçonnée de sable, sommée à dextre d'un pavillon d'argent., ou Écartelé au premier et quatrième d'azur à la tour crénelée de quatre pièces d'argent, ouverte et maçonnée de sable, sommée à dextre d'un pavillon d'argent ; au deuxième des barons tirés de l'armée ; au troisième de gueules au canon d'or mouvant à demi du flanc dextre, sénestré en pointe d'une pile de boulets d'argent et en chef de trois étoiles deux et une du même. ou Écartelé au premier et quatrième d'or à la tour d'argent, ouverte et maçonnée de sable, sommée à dextre d'un pavillon d'argent ; au deuxième des barons tirés de l'armée ; au troisième de gueules au canon d'or mouvant à demi du flanc dextre, sénestré en pointe d'une pile de boulets d'argent et en chef de trois étoiles du même en fasce. |

## Hommage et distinctions
- L'ordre de la Légion d'honneur :

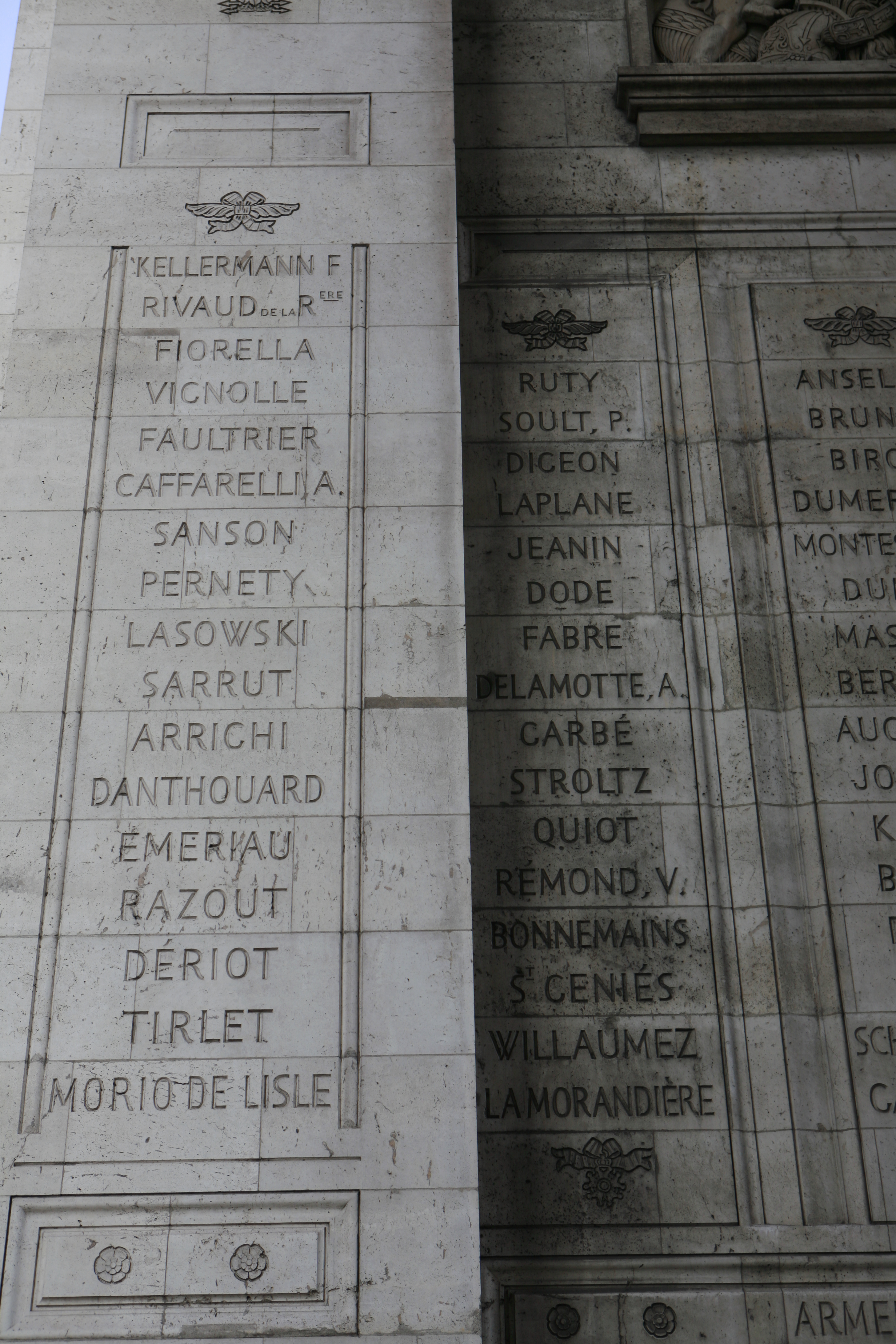
Noms gravés sur la de l’arc de triomphe de l’Étoile.

  - Chevalier : 19 frimaire de l'an XII.
  - Officier : 25 prairial de l'an XII.
  - Commandeur : 3 mai 1807.
  - Grand-croix : 1er mai 1821.
- Grand-croix de l'ordre du mérite militaire Maximilien-Joseph.
- Chevalier de Deuxième classe de l'ordre de l'Aigle Rouge (Prusse).
- La station de métro Pernety, qui tient son nom de la rue Pernety, laquelle rend hommage au vicomte, propriétaire des terrains où fut ouverte la rue.
- Le nom de « PERNETY » est gravé sur le côté Sud (21e colonne) de l’arc de triomphe de l’Étoile à Paris.